# ترفتیل
ترفتیل (انگلیسی: Terephtyl) یک آنتی بیوتیک سولفونامید مصنوعی طولانی اثر است که برای درمان عفونت ناشی از سویه های حساس استفاده می‌شود.